# Escil·lècion
Escil·lècion (grec antic: Σκυλλήτιον, llatí: Scylletium), Escilaceu o Escilacèum (grec antic: Σκυλάκιον, llatí: Scy(l)lacēum) o Escolàcium (llatí: Scolacium), va ser una ciutat de la costa est del Brútium, al golf homònim. Més cap a l'interior pervisqué la vila de Squillace.
La tradició, coneguda per Estrabó i Plini el Vell, explica que la van fundar uns colons atenesos retornats de la guerra de Troia acompanyats per Menesteu. Una altra tradició recollida per Cassiodor deia que l'havia fundat Odisseu. En realitat no hi ha cap constància que fora una colònia grega ni antigament ni en temps històrics. El Periple de Pseudo-Escílax no l'esmenta a la seva llista de colònies gregues del sud d'Itàlia, ni tampoc els Iambes al Rei Nicomedes en l'enumeració de ciutats gregues d'aquella part d'Itàlia, ni tampoc Tucídides quan parla de l'expedició atenesa a Sicília. Probablement era una dependència de Crotona i, per tant, força hel·lenitzada. A començaments del segle iv aC Dionís el vell de Siracusa la va ocupar i la va lliurar a Locres. No és esmentada en la Segona Guerra Púnica, tot i que Hanníbal va tenir el seu quarter en un indret pròxim, el Campament d'Hanníbal.
L'any 124 aC els romans, a instàncies de Gai Semproni Grac, hi van establir una colònia que es va dir Colonia Minerva, diu Gai Vel·lei Patèrcul. Més tard va agafar o recuperar el nom d'Escolàcium, que consta en una inscripció imperial del temps d'Antoní Pius. Nerva hi va establir una nova colònia i es va convertir en ciutat de certa importància durant l'Imperi. A l'època cristiana era una seu episcopal.
Hi va néixer Cassiodor, que va escriure una detallada descripció molt retòrica de la seva bellesa, la seva situació i la fertilitat de les seves terres.